# 레오나르도 (기업)

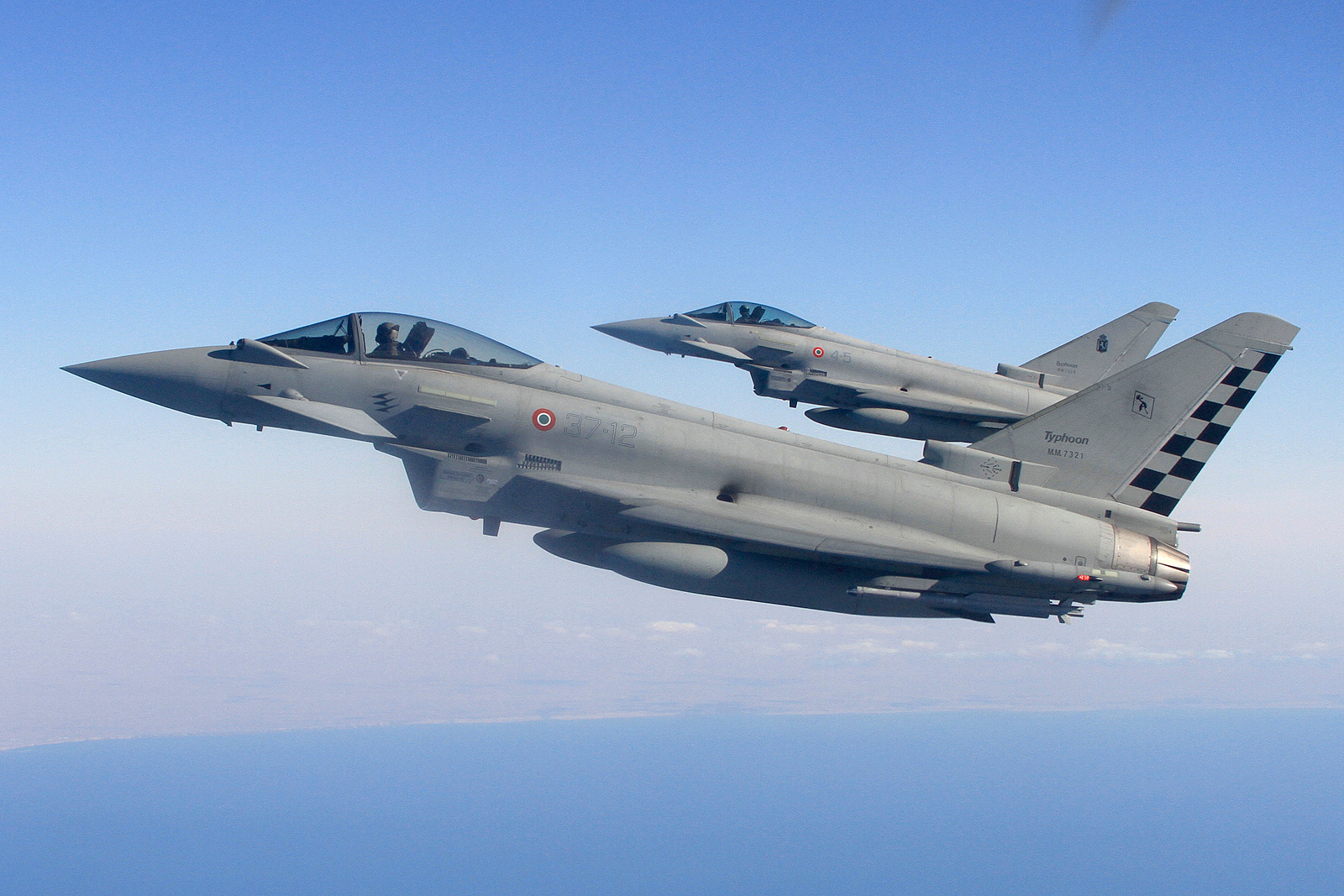
자회사인 알레니아 에어로노티카를 통해 핀메카니카는 유로파이터 유한회사의 21% 지분을 갖고 있다

레오나르도 주식회사(Leonardo S.p.A.)는 이탈리아의 군수, 항공기 제작, 보안 산업 회사로서, 약 30%의 지분을 가지고 있는 경제 재무부가 최대 주주다.
1948년부터 2016년까지는 핀메카니카 주식회사Finmeccanica S.p.A.)로 불렸으며, 2016년 4월에 레오나르도-핀메카니카 주식회사Leonardo-Finmeccanica S.p.A. S.p.A.)로 개명한다. 그리고, 2017년 1월 1일에 현재의 사명으로 바뀌었다. 2016년 1월 1일에 아구스타웨스트랜드, 알레니아 아에르마키, 셀렉스 ES, OTO 멜라라와 WASS가 레오나르도-핀메카니카로 흡수 합병됐다.
유로파이터를 생산하는 유로파이터 유한회사의 지분 21%를 자회사인 알레니아 에어로노티카가 소유하고 있다.
알레니아 에어로노티카에는 훈련기를 생산 판매하는 알레니아 아에르마치가 있는데, 최근 국제공개입찰에서 연이어 한국 KAI의 T-50 골든이글 훈련기를 물리친 아에르마키 M-346를 제작 판매중이다.
헬기는 자회사인 아구스타웨스트랜드에서 생산 판매한다. 영국 GKN이 아구스타웨스트랜드의 지분 50%를 갖고 있었다가, 최근 핀메카니카에 전량 매도했다. 아구스타웨스트랜드의 슈퍼링크스 헬기는 대한민국 해군 구축함에서 사용한다.